# Goldene Leslie
Die Goldene Leslie ist ein Literaturpreis für Jugendliteratur.
Mit dem Preis wird jährlich ein belletristisches Jugendbuch für Jugendliche ab 12 Jahren eines lebenden, deutschsprachigen Autors ausgezeichnet, das im Jahr zuvor erstmals veröffentlicht wurde. Er wird vom Ministerium für Familien, Frauen, Kultur und Integration Rheinland-Pfalz vergeben und vom Literaturbüro Mainz organisiert. Er ist mit 2.000 Euro sowie einer Trophäe, der „Goldenen Leslie“, verbunden. Namensgeber des Preises ist das Maskottchen der Kampagne „Leselust in Rheinland-Pfalz“, die Leseratte „Leslie“.
Eine Vorjury aus sechs Erwachsenen erstellt aus den Einsendungen der Verlage (Verlage können pro Jahr maximal drei Titel nominieren) eine Shortlist aus fünf Titeln. Die Hauptjury, die aus acht rheinland-pfälzischen Jugendlichen besteht, wählt das Gewinnerbuch. Als weitere Stimme wird eine Publikumsstimme hinzuaddiert, die sich aus einer Online-Abstimmung ergibt. Der Preis geht an das Buch, das die einfache Mehrheit der neun Stimmen auf sich vereinigen kann.

## Preisträger
- 2006: Katrin Bongard, Radio Gaga
  - Shortlist: David Chotjewitz, Crazy Diamond; Christa Ludwig, Carlos in der Nacht; Kai Meyer, Frostfeuer
- 2007: Inge Barth-Grözinger, Beerensommer
  - Shortlist: Jürgen Banscherus, Bis Sansibar und weiter; Leuw von Katzenstein, Der Schrecken der Ozeane; Christa-Maria Zimmermann, Das Gold des Columbus
- 2008: Waldtraut Lewin, Drei Zeichen sind ein Wort
  - Shortlist: Kirsten Boie: Alhambra; Thomas Fuchs: Unter Freunden; Andreas Schendel: Dann tu's doch
- 2009: Michael Wallner, Die Zeit des Skorpions
  - Shortlist: Robert Domes: Nebel im August; Ralf Isau: Minik – An den Quellen der Nacht; Agnes Hammer: Bewegliche Ziele; Martina Wildner: Six
- 2010: Tanya A. Wegberg, Memory Error oder Wie mein Vater über den Jordan ging
  - Shortlist: Beate Teresa Hanika: Rotkäppchen muss weinen; Daniel Höra: Gedisst; Gabi Kreslehner: Charlottes Traum; Mirjam Pressler: Nathan und seine Kinder
- 2011: Ursula Poznanski, Erebos
  - Shortlist: Gina Mayer: Die verlorenen Schuhe; Susanne Orosz: Spur der Angst; Kathrin Schrocke: Freak City
- 2012: Katja Brandis/Hans-Peter Ziemek: Ruf der Tiefe
  - Shortlist: Günter Ohnemus: Siebzehn Tage im August; Marlene Röder: Melvin, mein Hund und die russischen Gurken
- 2013: Rolf Lappert: Pampa Blues
- 2014: Rainer Wekwerth: Das Labyrinth erwacht
- 2015: Lena Hach: Wanted. Ja. Nein. Vielleicht.
- 2016: Krystyna Kuhn: Monday Club. Das erste Opfer;
  - Shortlist: Johannes Groschupf: Das Lächeln des Panthers; Peer Martin: Sommer unter schwarzen Flügeln; Thorsten Nesch: Die Kreuzfahrt mit der Asche meines verdammten Vaters; Elisabeth Steinkellner: Rabensommer
- 2017: Isabel Abedi: Die längste Nacht
- 2018: Christian Linker: Der Schuss
  - Shortlist: Stefanie Höfler: Tanz der Tiefseequalle; Karl Olsberg: Boy in a White Room; Rafik Schami: Sami und der Wunsch nach Freiheit; T.A. Wegberg: Meine Mutter, mein Exmann und ich
- 2019: Marion Meister alias June Perry: White Maze – Du bist längst mittendrin
  - Shortlist: Ella Blix: Der Schein; Christoph Scheuring: Absolute Gewinner; Stefanie Höfler: Der grosse schwarze Vogel; Elisabeth Steinkellner: Dieser wilde Ozean den wir Leben nennen
- 2020: Marie Golien: Cainstorm Island – Der Gejagte
  - Shortlist: Lena Hach: Grüne Gurken; Hansjörg Nessensohn: Und dieses verdammte Leben geht einfach weiter; Agnes Ofner: Nicht so das Bilderbuchmädchen; Dirk Reinhardt: Über die Berge und über das Meer
- 2021: Thomas Thiemeyer: WorldRunner. Die Jäger.
  - Shortlist: Tamara Bach: Sankt Irgendwas; Lea Coplin: Für eine Nacht sind wir unendlich; Sarah Jäger: Nach vorn, nach Süden; Elisabeth Steinkellner: Papierklavier
- 2022: Dirk Reinhardt: Perfect Storm.
  - Shortlist: Hans-Jürgen Feldhaus: Welle machen! Relaxt wird an einem anderen Tag; Hansjörg Nessensohn: Mut. Machen. Liebe.; Juliane Pickel: Krummer Hund; Margit Ruile: Der Zwillingscode; Christina Stein: Searching Lucy
- 2023: Jan Cole/Liv K. Schlett: Was du nicht erwartest.
  - Shortlist: Sarah Jäger: Schnabeltier Deluxe; Susan Kreller: Hannas Regen; Julya Rabinowich: Dazwischen: Wir